# Vinterkyss
Vinterkyss är en norsk dramafilm från 2005 i regi av Sara Johnsen.

## Handling
När hennes son dör vid en hockeyträning flyttar Victoria till Norge och får jobb som läkare. Hon försöker glömma och gå vidare men minnena tränger sig på igen när hon får uppgiften att berätta för ett par att deras son hittats död i snön. Polisen avskriver det hela som en olycka men hon börjar undersöka saken på egen hand.

## Rollista (i urval)
- Annika Hallin - Victoria
- Kristoffer Joner - Kai, plogbilsförare
- Linn Skåber - Wibeke, läkarsekreterare
- Göran Ragnerstam - Victorias exmake Filip
- Fridtjov Såheim - Stein, polisman
- Jade Francis Haj - Darjosh
- Axel Zuber - Sune, Victorias son